# Samuel David Luzzatto
Pour les articles homonymes, voir Luzzatto.
Samuel David Luzzatto (en hébreu : שמואל דוד לוצאטו, né à Trieste le 20 août 1800 et est mort à Padoue le 29 septembre 1865, est un intellectuel juif autrichien, poète et membre fondateur du mouvement de la Wissenschaft des Judentums (« science du judaïsme »). Il est aussi connu sous son acronyme hébraïque Shadal (שד"ל).

## Biographie

### Aptitude précoce

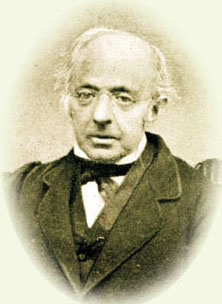
Luzzatto

Enfant, il entre au Talmud Torah de sa ville natale, où, en plus du Talmud enseigné par Abraham Eliezer ha-Levi, grand rabbin de Trieste et pilpouliste renommé, il apprend les langues anciennes et modernes, ainsi que la science profane avec pour professeurs Mordechai de Cologna, Leon Vita Saraval et Raphael Baruch Segré, dont il deviendra plus tard le gendre. Il étudie l'hébreu aussi à la maison avec son père, qui bien que fraiseur de métier, était en plus un éminent talmudiste.
Dès son plus jeune âge, Luzzatto manifeste d'extraordinaires capacités, si bien que lisant le   Livre de Job à l'école, il décide d'écrire un commentaire dessus, considérant les commentaires existants comme déficients. En 1811, il reçoit parmi ses prix, le livre de Montesquieu "Considérations sur les causes de la grandeur des Romains et de leur décadence", ce qui contribue beaucoup au développement de ses facultés critiques. En effet, son activité littéraire commence dès cette année-là, où il entreprend d'écrire une grammaire hébraïque en italien, de traduire en hébreu la vie d'Ésope, et d'écrire des notes exégétiques sur le Pentateuque (comp. "Il Vessillo Israelitico," xxv. 374, xxvi. 16). La découverte d'un commentaire non publié du Targoum de Onkelos le persuade d'étudier l'araméen (préface de son "Oheb Ger").
À l'âge de treize ans, Luzzatto est retiré de l'école, n'assistant qu'aux cours de Talmud donnés par Abraham Eliezer ha-Levi. Alors qu'il lit le "En Ya'aḳob" de Jacob ibn Habib, il arrive à la conclusion que les voyelles et les accents n'existaient pas à l'époque des talmudistes, et que le Zohar, parlant de voyelles et d'accents, avait nécessairement été composé ultérieurement. Il expose sa théorie dans un pamphlet qui sera à l'origine de son travail ultérieur "Wikkuaḥ 'al ha-Ḳabbalah".
En 1814, commence une période des plus pénibles pour Luzzatto. Sa mère meurt cette année-là, et il doit s'occuper du ménage et de la cuisine, et aider son père dans son travail de tourneur. Néanmoins, fin 1815, il aura composé trente-sept poèmes, qui font partie de son "Kinnor Na'im", et en 1817, il termine son "Ma'amar ha-Niḳḳud", un traité sur les voyelles. En 1818, il commence à écrire son "Torah Nidreshet", une œuvre philosophico-théologique dont il ne rédigera que vingt-quatre chapitres, les premiers douze chapitres étant publiés dans le "Kokebe Yiẓḥaḳ", vols. xvi.-xvii., xxi.-xxiv., xxvi., et le reste sera traduit ultérieurement en italien par M. Coen-Porto et publié dans "Mosé", i-ii. En 1879 Coen-Porto publiera une traduction de la totalité de l'œuvre sous forme de livre.
Malgré le désir de son père qu'il apprenne un métier, Luzzatto n'en a aucunement la volonté, et pour gagner sa vie, il donne des leçons privées, ne trouvant ses élèves qu'avec grande difficulté en raison de sa timidité. En 1824, son père décède, et il se trouve entièrement livré à lui-même. Jusqu'en 1829, il gagne sa vie en donnant des leçons et en écrivant pour le "Bikkure ha-'Ittim", un journal détenu par les partisans de la Haskala; cette année-là, il est nommé professeur à l'école rabbinique de Padoue.

### Analyse critique de la Bible
A Padoue, Luzzatto a des possibilités beaucoup plus larges pour ses activités littéraires, et peut consacrer la majorité de son temps à son œuvre. Tout en expliquant certains passages de la Bible à ses élèves, il écrit ses observations. Luzzatto est le premier intellectuel juif à porter son attention sur le syriaque, estimant qu'une connaissance de cette langue est nécessaire pour la compréhension du Targoum. Sa lettre publiée dans le Karme Shomeron de Kirchheim montre sa profonde connaissance du samaritain.
C'est le premier Juif qui s'autorise ouvertement à modifier le texte de l'Ancien Testament; beaucoup de ses corrections rencontrent l'approbation des érudits critiques de son époque. Grâce à une étude précise de l'Ecclésiaste, Luzzatto arrive à la conclusion que son auteur n'est pas Salomon, mais quelqu'un qui a vécu plusieurs siècles plus tard et dont le nom est "Kohelet". D'après Luzzatto, l'auteur attribue son travail à Salomon, mais ses contemporains ayant découvert la supercherie, ont substitué le nom correct de "Ḳohelet" à la place de "Salomon", partout où ce nom apparaissait dans le livre. Bien que la notion que Salomon ne soit pas l'auteur du livre est accepté par les chercheurs modernes, ceux-ci n'attribue pas l'ouvrage à un seul individu nommé "Kohelet", mais regardent plutôt le terme comme une marque ou désignation de quelque chose qui ressemble à la traduction de la Septante (version grecque du Tanakh effectuée par soixante-dix érudits)
Quant au Livre d'Isaïe, en dépit de l'opinion prévalente que les chapitres xl.-lxvi. Ont été écrits après la captivité à Babylone, Luzzatto maintient que la totalité du livre a été écrite par Isaïe. Cette différence d'opinion sur ce point est une des causes de la brouille entre Luzzatto et Rapoport, grand rabbin de Prague, alors qu'ils avaient jusque-là entretenu une correspondance amicale. Une autre raison de cette dispute avec Rapoport, est que Luzzatto, autrefois en bons termes avec Isaak Markus Jost ne peut plus le supporter à cause de son rationalisme. Luzzatto demande donc à Rapoport de cesser ses relations avec Jost, mais Rapoport, qui ne connait pas Luzzatto personnellement, prend cette demande pour de l'arrogance.

### Vues sur la philosophie
Luzzatto est un chaud défenseur du judaïsme biblique et talmudique, et son opposition au judaïsme philosophique lui crée beaucoup d'opposants parmi ses contemporains. Cependant son antagonisme à la philosophie n'est pas le résultat d'un fanatisme ou d'un manque de compréhension. Il déclare avoir lu, durant plus de vingt-quatre ans, tous les anciens philosophes, et que plus il les lit et plus il les trouve s'écarter de la vérité. Ce que l'un approuve est désapprouvé par un autre; et ainsi les philosophes eux-mêmes s'égarent et fourvoient leurs étudiants.
C'est pour cette raison, que tout en louant Maïmonide comme auteur du "Yad," Luzzatto le critique sévèrement d'être un partisan de la philosophie aristotélicienne, qui d'après lui, ne lui amène rien de bon, tout en causant beaucoup de préjudices aux autres Juifs ("Penine Shadal," p. 417). Luzzatto attaque aussi Abraham ibn Ezra, déclarant que les ouvrages de ce dernier n'étaient pas l'œuvre d'un esprit scientifique mais qu'il avait été nécessaire pour lui, afin de s'assurer un moyen d'existence, d'écrire un livre dans chaque ville dans laquelle il séjournait; le nombre de ses livres correspond au nombre de villes qu'il a visitées. Le contenu des livres d'Ibn Ezra est, déclare-t-il toujours le même, la forme changeant parfois légèrement, et quelques fois entièrement ("Kerem Ḥemed," iv. 131 et seq.). L'opinion pessimiste de Luzzatto sur la philosophie fait de lui l'adversaire naturel de Spinoza, qu'il attaque à plusieurs reprises.

## L'œuvre de Luzzatto
Pendant sa carrière littéraire de plus de cinquante ans, Luzzatto a écrit un grand nombre de livres, aussi bien en hébreu qu'en italien. En plus, il a contribué à la plupart des revues en hébreu ou en italien de son époque. Sa correspondance avec ses contemporains est volumineuse et instructive; il a écrit sur quasiment tous les sujets concernant le judaïsme.

### En hébreu
- Kinnor Na'im: recueil de poèmes;  Vol. i., Vienne, 1825; vol. ii., Padoue, 1879.
- Ḳinah: élégie sur la mort d'Abraham Eliezer ha-Levi. Trieste, 1826.
- Oheb Ger: guide pour la compréhension du Targoum Onkelos, avec notes et variantes; accompagnée d'une courte grammaire syriaque et des notes sur le Targoum des Psaumes. Vienne, 1830.
- Hafla'ah sheba-'Arakin d'Isaiah Berlin, édité par Luzzatto, avec ses notes;  Partie i., Breslau, 1830; partie ii., Vienne, 1859.
- Seder Tannaïm wa-Amoraïm: révisé et édité avec variantes; Prague, 1839.
- Betulat Bat Yehudah; extraits du diwan de Judah ha-Levi, édité avec notes et une introduction;  Prague, 1840.
- Abne Zikkaron: soixante-seize épitaphes du cimetière de Tolède, suivi d'un commentaire du Micah par Jacob Pardo, édité avec notes; Prague, 1841.
- Bet ha-Oẓar: recueil d'essais sur l'hébreu et notes exégétiques et archéologiques; collectanea, et poésie ancienne. Vol. i., Lemberg, 1847; vol. ii., Przemysl, 1888; vol. iii., Cracovie, 1889.
- Ha-Mishtaddel: étude sur le Pentateuque. Vienne, 1849.
- Wikkuaḥ 'al ha-Ḳabbalah: dialogues sur la kabbale et sur l'ancienneté de la ponctuation. Göritz, 1852.
- Sefer Yesha'yah,: le Livre d'Isaïe, édité avec une traduction en italien et des commentaires en hébreu. Padoue, 1855-67.
- Mebo: Iintroduction historique et critique au Maḥzor. Leghorn, 1856.
- Diwan: quatre-vingt-six poèmes religieux de Judah ha-Levi corrigés, vocalisés et édités avec un commentaire et une introduction. Lyck, 1864.
- Yad Yosef: catalogue de la bibliothèque de Joseph Almanzi. Padoue, 1864.
- Ma'amar bi-Yesode ha-Diḳduḳ: traité sur la grammaire hébraïque. Vienne, 1865.
- Ḥereb ha-Mithappeket:  poème d'Abraham Bedersi, publié pour la première fois avec une préface et un commentaire au début  du "Ḥotam Toknit." De Bedersi. Amsterdam, 1865.
- Commentaire sur le Pentateuque. Padoue, 1871.
- Perushe Shedal: commentaire sur Jérémie, Ezekiel, Proverbes, et Job. Lemberg, 1876.
- Naḥalat Shedal: en deux parties, la première contenant une liste des Geonim et rabbins, et la seconde une des payyeṭanim et de leurs piyyuṭim. Berlin, 1878-79.
- Yesode ha-Torah: traité sur le dogme juif. Przemysl, 1880.
- Ṭal Orot: un recueil des quatre-vingt-un piyyuṭim non publiés, corrigé. Przemysl, 1881.
- Iggerot Shedal: 301 lettres publiés par Isaiah Luzzatto et préfacé par David Kaufmann. Przemysl, 1882.
- Penine Shedal (voir ci-dessous). Przemysl, 1883

### En italien
- Prolegomeni ad una Grammatica Ragionata della Lingua Ebraica. Padoue, 1836.
- Il Giudaismo Illustrato. Padoue, 1848.
- Calendario Ebraico. Padoue, 1849.
- Lezioni di Storia Giudaica. Padoue, 1852.
- Grammatica della Lingua Ebraica. Padoue, 1853.
- Traduction en italien u Livre de Job. Padoue, 1853.
- Discorsi Morali agli Studenti Israeliti. Padoue, 1857.
- Opere del De Rossi. Milan, 1857.
- Traduction en italien du Pentateuque et des Hafṭarot. Trieste, 1858-60.
- Lezioni di Teologia Morale Israelitica. Padoue, 1862.
- Lezioni di Teologia Dogmatica Israelitica. Trieste, 1864.
- Elementi Grammaticali del Caldeo Biblico e del Dialetto Talmudico. Padoue, 1865. Traduit en allemand par Krüger, Breslau, 1873; en anglais par Goldammer, New York, 1876; et la partie sur le dialecte Talmudique en hébreu par Ḥayyim Ẓebi Lerner, Saint-Pétersbourg, 1880.
- Discorsi Storico-Religiosi agli Studenti Israeliti. Padoue, 1870.
- Introduzione Critica ed Ermenutica al Pentateuco. Padoue, 1870.
- Autobiografia (publié par Luzzatto lui-même dans "Mosé," i-vi.). Padoue, 1882.

Isaiah Luzzatto publie (Padoue, 1881), sous les titres respectifs en hébreu et italien: "Reshimat *Ma'amare SHeDaL" et "Catalogo Ragionato degli Scritti Sparsi di S. D. Luzzatto," un index de tous les articles que Luzzatto a écrits dans divers périodiques.
- Les "Penine Shedal" ("Les perles de Samuel David Luzzatto"), publiés par le fils de Luzzatto, est un recueil des quatre-vingt-huit lettres les plus intéressantes de Luzzatto. Ces lettres sont de véritables traités scientifiques et sont classées dans ce livre en différentes catégories: bibliographique (Nos. i.-xxii.), contenant des lettres sur le"Yesod Mora" et le "Yesod Mispar" d'Ibn Ezra; liturgique et de nombreux autres sujets variés (Nos. xxiii.-xxxi.); exégétique biblique (Nos. xxxii.-lii.), contenant entre autres un commentaire sur l'Ecclésiaste et une lettre sur l'écriture samaritaine; autres lettres exégétiques (Nos. liii.-lxii.); grammatiques (Nos. lxiii.-lxx.); historiques (Nos. lxxi.-lxxvii.), dans lesquels est discuté l'ancienneté du Livre de Job; philosophiques (Nos. lxxviii.-lxxxii.), incluant des lettres sur les rêves et sur la philosophie d'Aristote; théologiques (Nos. lxxxiii.-lxxxix.), dont la dernière lettre où Luzzatto affirme prouver que les idées d'Ibn Gabirol étaient très différentes de celles de Spinoza, et où il déclare que chaque honnête homme devrait s'élever contre les spinozistes.